# Mokrzenica
Mokrzenica (do 1945 niem. Birkhorst) – uroczysko-dawna miejscowość, nieistniejąca obecnie osada rolna w Polsce, w województwie zachodniopomorskim, w powiecie goleniowskim, w gminie Goleniów.
Położona ok. 3 kilometrów na południe od Lubczyny i ok. 1 km na północ od Bystrej osada została założona w 1782 roku jako folwark majątku w Podańsku, na osuszonych w wyniku prac melioracyjnych terenach należących do szczecińskiego radcy Sydowa. Przed 1939 rokiem miejscowość liczyła 16 mieszkańców, zajmujących się rolnictwem. Należeli oni do parafii w Lubczynie.
Polską nazwę Mokrzenica ustalono urzędowo rozporządzeniem Ministrów Administracji Publicznej i Ziem Odzyskanych z dnia 1 czerwca 1948 roku.